# Urule Igbavboa
Urule Igbavboa (* 25. April 1987) ist ein ehemaliger US-amerikanisch-deutscher Basketballspieler. Der 2,05 Meter lange Flügel- und Innenspieler stand unter anderem bei den deutschen Bundesligisten SC Rasta Vechta und Phoenix Hagen unter Vertrag.

## Laufbahn
Der Sohn einer deutschen, aus Münster stammenden Mutter und eines nigerianischen Vaters spielte Basketball an der Tartan High School im US-Bundesstaat Minnesota. 2005 wechselte er an die Valparaiso University nach Indiana und gehörte dort bis 2009 zur Hochschulmannschaft. In seiner Abschlusssaison 2008/09 erzielte Igbavboa für Valparaiso im Durchschnitt 12,0 Punkte sowie 5,8 Rebounds und 2,6 Korbvorlagen je Einsatz.
Im September 2009 wurde er vom deutschen Bundesligisten BG Göttingen als Neuzugang vermeldet, allerdings kam es letztlich nicht zum Vertragsabschluss, da Igbavboa die medizinischen Eingangsuntersuchungen bei den Niedersachsen wegen einer Knieverletzung nicht bestand. Er bestritt sein erstes Jahr als Berufsbasketballspieler dann in der ersten isländischen Liga und wurde mit dem Verein Keflavík Vizemeister.
In der Saison 2010/11 stand er beim griechischen Zweitligisten SFK Perikos/Arhelaos unter Vertrag, zwischen 2011 und 2013 verstärkte er den schwedischen Erstligaverein LF Basket. Insbesondere in seiner zweiten Spielzeit wusste er mit starken Leistungen auf sich aufmerksam zu machen: Igbavboa erzielte während der Saison 2012/13 im Schnitt 14,3 Punkte und 7,1 Rebounds für die Mannschaft aus der Stadt Luleå. Vom Internetdienst eurobasket.com wurde er daraufhin in die Auswahl der besten europäischen Spieler der Liga gewählt.
Zur Saison 2013/14 wechselte Igbavboa zum Bundesliga-Aufsteiger SC Rasta Vechta nach Deutschland. Er verpasste mit den Niedersachsen den Klassenverbleib, im Saisonverlauf kam er zu 30 Bundesliga-Einsätzen und Mittelwerten von 4,8 Punkten sowie 2,6 Rebounds je Begegnung.
Während des Spieljahres 2014/15 stand er in Diensten von Phoenix Hagen (ebenfalls Bundesliga) und verbuchte in ebenfalls 30 Spielen im Schnitt 5,7 Punkte sowie 2,2 Rebounds pro Partie.
An der Tartan High School in Minnesota, die er selbst als Schüler besucht hatte, wurde Igbavboa als Assistenztrainer tätig.